# Miracles from Heaven
Miracles from Heaven (prt: O Nosso Milagre; bra: Milagres do Paraíso) é um filme norte-americano dirigido por Patricia Riggen e escrito por Randy Brown. É baseado no livro "Miracles from Heaven" de Christy Beam. Lançado em 2016, foi protagonizado por Jennifer Garner, Kylie Rogers, Martin Henderson, John Carroll Lynch, Eugenio Derbez e Queen Latifah.
O filme se baseia numa história que aconteceu em 2011 na cidade de Cleburne, no Texas: um casal tem uma filha diagnosticada com uma doença grave, que deve levá-la à morte, até que algo inacreditável acontece e ela é curada. Um “milagre”, como indica o título.
Sua estreia no Brasil ocorreu em 21 de abril de 2016. Estreou-se em Portugal a 5 de maio do mesmo ano.